# Achinger (herb szlachecki)
Achinger (Aichinger, Ajchinger, Ajchigier, Bażyński, Wiewiórka) – polski herb szlachecki pochodzenia niemieckiego. Za panowania Zygmunta Pierwszego z herbem tym przybył Zybuld  Achinger  do Polski i osiadł na Rusi, ale wcześniej herbem się pieczętował jedenasty biskup krakowski Baldwin, uważany za Francuza. Jest niewykluczone, że ród pochodził ze wschodniej Francji, migrował do Austrii, stąd do Polski. Jednakże założycielem rodu u nas musiał być Zybuld. 

## Opis herbu
Opis zgodnie z klasycznymi regułami blazonowania:
W polu złotym wiewiórka czerwona siedząca z puszystym ogonem zadartym na grzbiet. W klejnocie dwie trąby a między nimi taka sama wiewiórka. Orgelbrand i Znamierowski podają, że labry złote podbite czerwienią.

## Najwcześniejsze wzmianki
Herb pochodzenia niemieckiego, pojawił się w Polsce w połowie XV wieku.

## Herbowni
Achinger, Adamski, Afner, Aychingerski, Barwiński, Berwiński, Denter, Ichnatowicz, Ichnatowski, Ihnatowicz, Ihnatowski, Leszniewski, Pilchowski, Plichtowski, Ryczewski, Ryczowski, Ryszewski.